# آنتونیو کومی
آنتونیو کومی (انگلیسی: Antonio Comi؛ زادهٔ ۲۶ ژوئیهٔ ۱۹۶۴) بازیکن فوتبال اهل ایتالیا است.
از باشگاه‌هایی که در آن بازی کرده‌است می‌توان به باشگاه فوتبال کومو، باشگاه فوتبال آ.اس. رم، و باشگاه فوتبال تورینو اشاره کرد.
وی همچنین در تیم ملی فوتبال زیر ۲۱ سال ایتالیا بازی کرده‌است.